# Francine Jordi
Francine Jordi (született Francine Lehmann) (Worb, Bern kanton, Svájc, 1977. június 24. –) svájci énekesnő. Kisgyerekként már dalokat énekelt a japán turistáknak Interlakenben.
1998-ban megnyerte a német Grand Prix der Volksmusikot. Attól a pillanattól fogva Francine igazi sztár lett Svájcban, több aranylemezt zsebelt be, Németországban és Ausztriában is turnézott és szerepelt a slágerlistákon is. Szerepelt két tv-showban az ARD-nél.
2002-ben egy francia nyelvű dallal, a Dans le jardin de mon âme-mel képviselte Svájcot az Eurovíziós Dalfesztiválon Tallinnban. Még ebben az évben turnézni indult Svájcban.

## Diszkográfia
- Das Feuer der Sehnsucht (1998)
- Ein Märchen aus Eis (1999)
- Wunschlos glücklich (2000)
- Verliebt in das Leben (2001)
- Dans le jardin de mon âme (2002)
- Alles steht und fällt mit Dir (2003)
- Einfach Francine Jordi (2004)
- Halt mich (2005)
- Dann kamst du (2007)

## Fordítás
- Ez a szócikk részben vagy egészben az Francine Jordi című angol Wikipédia-szócikk fordításán alapul.  Az eredeti cikk szerkesztőit annak laptörténete sorolja fel. Ez a jelzés csupán a megfogalmazás eredetét és a szerzői jogokat jelzi, nem szolgál a cikkben szereplő információk forrásmegjelöléseként.